# روی ۱۴۵۳۳
سیارک ۱۴۵۳۳ (به انگلیسی: 14533 Roy، نامگذاری:1997QY) چهارده هزار و پانصد و سی و سومین سیارک کشف شده‌است که در ۲۴ اوت ۱۹۹۷ کشف شد.
قدر مطلق سیارک برابر ۱۴٫۱۰ است.